# Heinkel He 74
Le Heinkel He 74 était un prototype d'avion militaire allemand de l'entre-deux-guerres.

### Développement lié
- Heinkel He 46
- Heinkel He 60

### Aéronefs comparables
Reich allemand Focke-Wulf Fw 56